# وارونگ
وارونگ (به مجاری:  Várong) یک شهرداری در مجارستان است که در ناحیه دومبووار واقع شده‌است. وارونگ ۶٫۶ کیلومتر مربع مساحت و ۱۴۸ نفر جمعیت دارد.